# Moblin
Moblin (сокр. от Mobile Linux) — специализированный Дистрибутив Linux, предназначенный для запуска на ультрапортативных устройствах, оснащенных процессором Intel Atom. Проект Moblin был инициирован Intel в 2007 году и позднее передан в ведение The Linux Foundation, преобразовавшись в проект MeeGo, в котором инженеры Intel принимали активное участие.
В качестве основы для графического интерфейса разработчики Moblin использовали наработки проекта GNOME Mobile, адаптируя их для небольших экранов нетбуков. Графический интерфейс рассчитан на нетбуки с диагональю экрана от 7 до 12 дюймов и основывается на библиотеке Clutter, активно использует ресурсы видеокарты. Компоненты Moblin работают поверх инфраструктуры ОС, что позволяет легко адаптировать их для любого Linux-дистрибутива. К инициативе Moblin присоединились такие проекты и компании, как Mandriva, Turbolinux, Novell, Ubuntu/Canonical, Fedora и т. д. Проект Moblin стал средством для объединения усилий разработчиков по созданию программного стека и различных программных компонентов для субноутбуков и мобильных интернет-устройств (MID).
С 2010 года разработку Moblin продолжил MeeGo.